# Las Sinsombrero

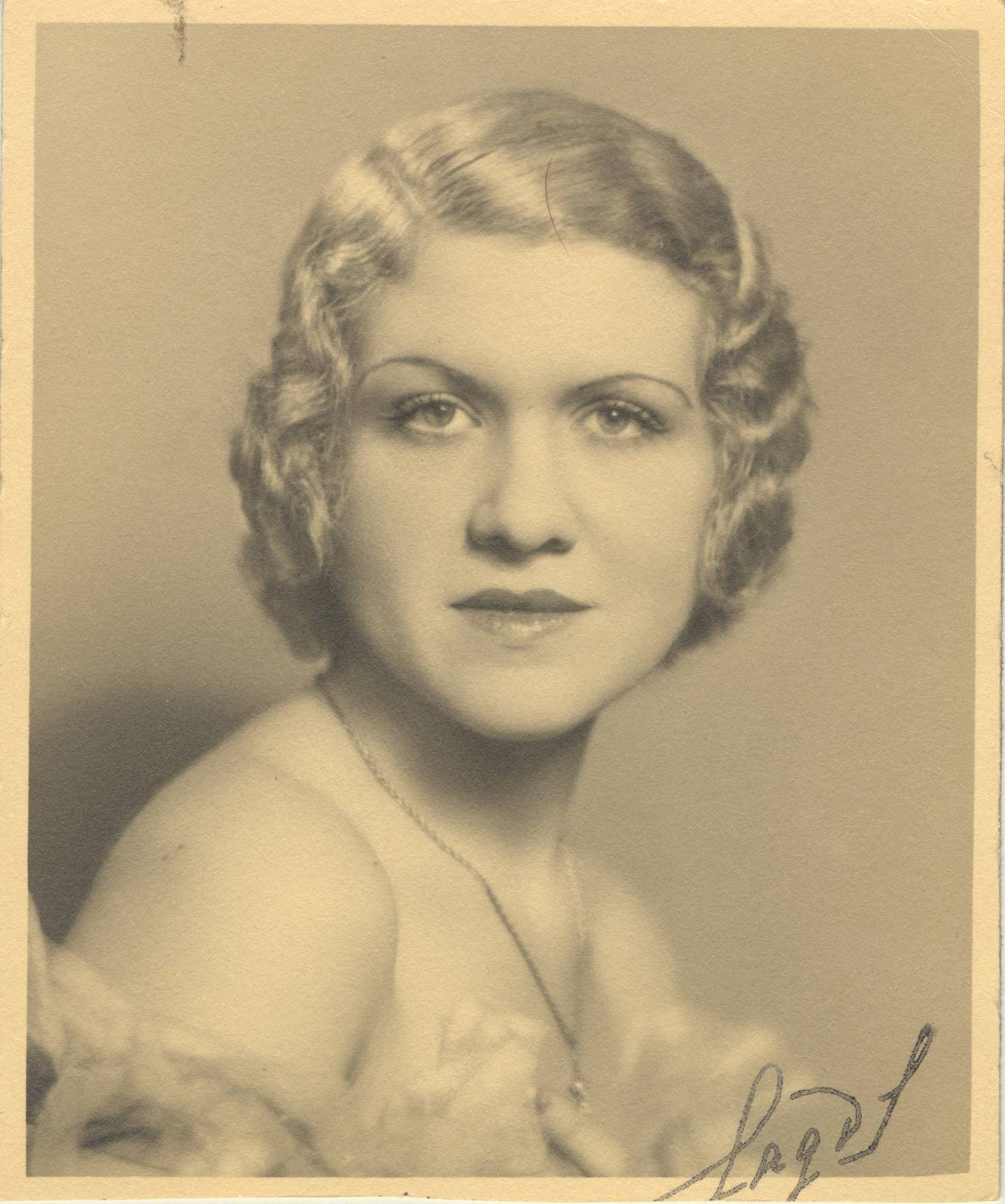
Josefina de la Torre Millares, perteneciente a la Generación del 27.

Las Sinsombrero es un término acuñado en 2015 por el documental homónimo para denominar a las mujeres españolas pertenecientes a la Generación del 27 (1920-1927). Sus aportaciones están poco estudiadas y, en su mayoría, han quedado al margen de las antologías y los manuales de literatura y arte hasta nuestros días. 
Desarrollaron una actividad constante y destacada en campos como la literatura, la poesía, la pintura, la música, el cine o la filosofía. Muchas de ellas acabaron exiliadas tras el estallido de la Guerra Civil y continuaron su producción fuera de España.

## Origen del nombre
Un día, en el Madrid de los años 20, Margarita Manso, Maruja Mallo, Federico García Lorca y Salvador Dalí, pasearon por la Puerta del Sol quitándose el sombrero en público. Esta actitud transgresora pretendía romper la norma y, metafóricamente, en ausencia de la pieza que tapa la cabeza, liberar las ideas y las inquietudes. El mismo Jorge Luis Borges se hizo eco de esta práctica en su artículo “Los intelectuales son contrarios a la costumbre de usar sombrero”.
  

Una de estas mujeres que protagonizó la anécdota, Maruja Mallo, la explica de la siguiente manera: 
“Un día se nos ocurrió a Federico, a Dalí, a Margarita Manso y a mí quitarnos el sombrero porque decíamos que parecía que estábamos congestionando las ideas, y atravesando la Puerta del Sol nos apedrearon llamándonos de todo”.
En plena dictadura de Miguel Primo de Rivera, este gesto, quitarse el sombrero, los convirtió en rebeldes, especialmente a las mujeres. Prescindir del sombrero implicaba no conformarse con el papel que tenía la mujer en ese momento.
En 1931, Ramón Gómez de la Serna escribió en Pombo:
“¡Como que no hay mayor círculo político que el que propone el programa de la transformación radical de las costumbres! Este es un país tan poco rebelde que mira mal el mínimum de rebeldía personal, que es ir sin sombrero”.
El origen del nombre Las Sinsombrero viene del documental del mismo nombre creado por Tània Balló Colell, Serrana Torres y Manuel Jiménez Núñez. Fue estrenado en el Festival de Cine de Málaga el 24 de abril de 2015 y posteriormente emitido en La 2 de TVE dentro del programa Imprescindibles, el día 9 de octubre de 2015. Se tomo la anécdota contada por Maruja Mallo para dar nombre al proyecto que acabaría denominando a estas mujeres.
El documental recopila gran cantidad de material de transporte, entrevista a investigadores y familiares de estas mujeres y recoge el impulso de quienes durante décadas se habían afanado en rescatarlas en el ámbito académico, especialmente dentro de los círculos universitarios, para divulgarlo. El éxito del documental extendió el interés por este grupo y consolidó la etiqueta con que hoy son conocidas.
En 1932 Ramón Gómez de la Serna escribió en Aventura y desgracia de un sinsombrerista:
“Ha llegado el momento de enfocarlo todo con la cabeza descubierta, con lo que, además, se logrará que haya menos calvos. El sinsombrerismo es el final de una época, como lo fue de otra el quitarse las pelucas blancas. Quiere decir presteza en comprender y en decidirse, afinidad con los horizontes que se atalayan, ansias de nuevas leyes y nuevos permisos, entrada en la cinemática de la vida, no dejar nunca la cabeza en el perchero, ir con rumbo bravo y desenmascarado por los caminos del tiempo nuevo”.

## Lista de las Sinsombrero
- Remedios Varo (1908-1963), pintora, escritora y artista gráfica
- Maruja Mallo (1902-1995), pintora
- Rosario de Velasco (1904-1991), pintora
- Marga Gil Roësset (1908-1932), escultora, ilustradora y poeta
- María Zambrano (1904-1991), filósofa
- María Teresa León (1903-1988), escritora
- Josefina de la Torre (1907-2002), poeta, actriz, y cantante
- Rosa Chacel (1898-1994), escritora
- Ernestina de Champourcín (1905-1999), poeta
- Concha Méndez (1898-1986), escritora
- Margarita Manso (1908-1960), pintora
- Delhy Tejero (1904-1968), pintora e ilustradora
- Ángeles Santos (1911-2013), pintora y artista gráfica
- Concha de Albornoz (1900-1972), feminista
- Luisa Carnés (1905-1964), periodista y escritora
- Carmen Conde (1907-1996), escritora, maestra y poeta
- Elena Fortún (1886-1952), escritora

## Características de conjunto
Las artistas españolas del 27 reivindicaron su papel intelectual no solo sobre su propia figura, sino sobre la vida cultural que las rodeaba. Así, es fácil seguir la pista de muchas ellas en publicaciones de la época, haciendo reseñas sobre libros, opinando sobre arquitectura y formando parte de una ajetreada agenda social.[cita requerida]
Reflexionaron, además, sobre la iconografía propia de la feminidad. Este detalle puede comprobarse incluso a la hora de denominarse. Empiezan a imponerse fórmulas como “autora”, “escritora”, “pintora”...[cita requerida]
El trazo más relevante es, sin duda, la introducción de un perfil femenino consecuente a su realidad en sus obras. La mujer se convierte en un personaje pictórico y literario fuerte, emancipado, que lucha contra su destino. Se representan grupos de mujeres con un aspecto moderno, fumando o en actitud intelectual. Las personalidades son fuertes e independientes y hacen suyo un espacio que, hasta el momento, solo estaba permitido a los hombres.[cita requerida]

## Centros de reunión
A pesar de no coincidir en muchos aspectos, la relación entre estas mujeres fue muy estrecha, extendiéndose incluso a generaciones anteriores. Les unía la lucha común contra una sociedad que las rechazaba y ninguneaba en gran medida.[cita requerida]
En este sentido, los centros de encuentro fueron escenarios comunes de vital importancia para ejercer esa defensa y unión. Algunos de ellos, los no físicos, eran compartidos también con sus compañeros de generación. Con estos tuvieron intensas relaciones, aunque incluso ellos mismos olvidan mencionarlas en la mayoría de ocasiones. Son espacios de intercambio cultural como la Revista de Occidente o La Gaceta Literaria.[cita requerida]
Pero también existieron lugares físicos exclusivos donde estas mujeres se reunían y compartían ideas. En el Madrid de aquellos años se consolidaba la Residencia de Señoritas, grupo femenino de la Residencia de Estudiantes, el Lyceum Club Femenino o la Asociación Universitaria Femenina. La semilla de la transformación femenina de varias generaciones y el camino de la igualdad de derechos se gestó en estas instituciones, de las cuales saldría grupos excepcionales de mujeres.[cita requerida]

## Otras menciones
Pepa Merlo publicó en 2010 Peces en la tierra (Fundación José Manuel Lara), una antología poética de los nombres más conocidos de esta generación, así como otros que fue descubriendo y reuniendo y que abarcan desde finales del XIX hasta el inicio de la Guerra Civil. Son Gloria de la Prada, Margarita Nelken, Lucía Sánchez Saornil, Clementina Arderiu, Dolores Catarineu, Casilda de Antón del Olmet, María Luisa Muñoz de Vargas, Cristina Arteaga, Pilar de Valderrama, Concha Espina, Susana March, Elisabeth Mulder, María Teresa Roca de Togores, Rosa Chacel, María Cegarra, Josefina Romo Arregui, Josefina Bolinaga, Marina Romero y Margarita Ferreras, cuyo libro inspira el título de la antología.
La serie española El Ministerio del Tiempo dedicó su capítulo 18 a recuperar la memoria de estas olvidadas por la historia en 2015. Ese mismo año, en octubre, RTVE publicó su documental Las Sinsombrero, de tres capítulos.